# Jaliscos kommuner

Jaliscos läge i Mexiko

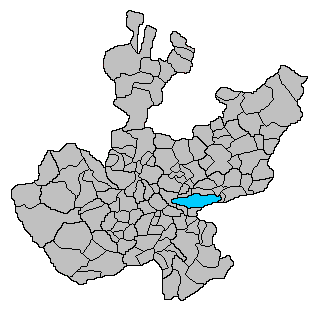
Karta över Jaliscos kommuner

Här listas kommuner i den mexikanska delstaten Jalisco.
| Nummer | Kommun                        | Centralort                    |
| ------ | ----------------------------- | ----------------------------- |
| 001    | Acatic                        | Acatic                        |
| 002    | Acatlán de Juárez             | Acatlán de Juárez             |
| 003    | Ahualulco de Mercado          | Ahualulco de Mercado          |
| 004    | Amacueca                      | Amacueca                      |
| 005    | Amatitán                      | Amatitán                      |
| 006    | Ameca                         | Ameca                         |
| 007    | Arandas                       | Arandas                       |
| 008    | Atemajac de Brizuela          | Atemajac de Brizuela          |
| 009    | Atengo                        | Atengo                        |
| 010    | Atenguillo                    | Atenguillo                    |
| 011    | Atotonilco El Alto            | Atotonilco El Alto            |
| 012    | Atoyac                        | Atoyac                        |
| 013    | Autlán de Navarro             | Autlán de Navarro             |
| 014    | Ayotlán                       | Ayotlán                       |
| 015    | Ayutla                        | Ayutla                        |
| 016    | Bolaños                       | Bolaños                       |
| 017    | Cabo Corrientes               | El Tuito                      |
| 018    | Cañadas de Obregón            | Cañadas de Obregón            |
| 019    | Casimiro Castillo             | La Resolana                   |
| 020    | Chapala                       | Chapala                       |
| 021    | Chimaltitán (kommun)          | Chimaltitán                   |
| 022    | Chiquilistlán                 | Chiquilistlán                 |
| 023    | Cihuatlán                     | Cihuatlán                     |
| 024    | Cocula                        | Cocula                        |
| 025    | Colotlán                      | Colotlán                      |
| 026    | Concepción de Buenos Aires    | Concepción de Buenos Aires    |
| 027    | Cuautitlán de García Barragán | Cuautitlán de García Barragán |
| 028    | Cuautla                       | Cuautla                       |
| 029    | Cuquío                        | Cuquío                        |
| 030    | Degollado                     | Degollado                     |
| 031    | Ejutla                        | Ejutla                        |
| 032    | El Arenal                     | El Arenal                     |
| 033    | El Grullo                     | El Grullo                     |
| 034    | El Limón                      | El Limón                      |
| 035    | El Salto                      | El Salto                      |
| 036    | Encarnación de Diaz           | Encarnación de Diaz           |
| 037    | Etzatlán                      | Etzatlán                      |
| 038    | Gómez Farías                  | San Sebastián del Sur         |
| 039    | Guachinango                   | Guachinango                   |
| 040    | Guadalajara                   | Guadalajara                   |
| 041    | Hostotipaquillo               | Hostotipaquillo               |
| 042    | Huejúcar                      | Huejúcar                      |
| 043    | Huejuquilla El Alto           | Huejuquilla El Alto           |
| 044    | Ixtlahuacán de los Membrillos | Ixtlahuacán de los Membrillos |
| 045    | Ixtlahuacan del Río           | Ixtlahuacan del Río           |
| 046    | Jalostotitlán                 | Jalostotitlán                 |
| 047    | Jamay                         | Jamay                         |
| 048    | Jesús María                   | Jesús María                   |
| 049    | Jilotlán de los Dolores       | Jilotlán de los Dolores       |
| 050    | Jocotepec                     | Jocotepec                     |
| 051    | Juanacatlán                   | Juanacatlán                   |
| 052    | Juchitlán                     | Juchitlán                     |
| 053    | La Barca                      | La Barca                      |
| 054    | La Huerta                     | La Huerta                     |
| 055    | La Manzanilla de La Paz       | La Manzanilla de La Paz       |
| 056    | Lagos de Moreno               | Lagos de Moreno               |
| 057    | Magdalena                     | Magdalena                     |
| 058    | Mascota                       | Mascota                       |
| 059    | Mazamitla                     | Mazamitla                     |
| 060    | Mexticacan                    | Mexticacan                    |
| 061    | Mezquitic                     | Mezquitic                     |
| 062    | Mixtlán                       | Mixtlán                       |
| 063    | Ocotlán                       | Ocotlán                       |
| 064    | Ojuelos de Jalisco            | Ojuelos de Jalisco            |
| 065    | Píhuamo                       | Píhuamo                       |
| 066    | Poncitlán                     | Poncitlán                     |
| 067    | Puerto Vallarta               | Puerto Vallarta               |
| 068    | Quitupan                      | Quitupan                      |
| 069    | San Cristobal de la Barranca  | San Cristobal de la Barranca  |
| 070    | San Diego de Alejandría       | San Diego de Alejandría       |
| 071    | San Gabriel                   | San Gabriel                   |
| 072    | San Juan de los Lagos         | San Juan de los Lagos         |
| 073    | San Juanito de Escobedo       | Antonio Escobedo              |
| 074    | San Julián, Jalisco           | San Julián, Jalisco           |
| 075    | San Marcos                    | San Marcos                    |
| 076    | San Martín de Bolaños         | San Martín de Bolaños         |
| 077    | San Martín de Hidalgo         | San Martín de Hidalgo         |
| 078    | San Miguel El Alto            | San Miguel El Alto            |
| 079    | San Sebastián del Oeste       | San Sebastián del Oeste       |
| 080    | Santa María del Oro           | Santa María del Oro           |
| 081    | Santa María de los Angeles    | Santa María de los Angeles    |
| 082    | Sayula                        | Sayula                        |
| 083    | Tala                          | Tala                          |
| 084    | Talpa de Allende              | Talpa de Allende              |
| 085    | Tamazula de Gordiano          | Tamazula de Gordiano          |
| 086    | Tapalpa                       | Tapalpa                       |
| 087    | Tecalitlán                    | Tecalitlán                    |
| 088    | Techaluta de Montenegro       | Techaluta de Montenegro       |
| 089    | Tecolotlán                    | Tecolotlán                    |
| 090    | Tenamaxtlán                   | Tenamaxtlán                   |
| 091    | Teocaltiche                   | Teocaltiche                   |
| 092    | Teocuitatlán de Corona        | Teocuitatlán de Corona        |
| 093    | Tepatitlán de Morelos         | Tepatitlán de Morelos         |
| 094    | Tequila                       | Tequila                       |
| 095    | Teuchitlán                    | Teuchitlán                    |
| 096    | Tizapan El Alto               | Tizapan El Alto               |
| 097    | Tlajomulco de Zuñiga          | Tlajomulco de Zuñiga          |
| 098    | Tlaquepaque                   | Tlaquepaque                   |
| 099    | Tolimán                       | Tolimán                       |
| 100    | Tomatlán                      | Tomatlán                      |
| 101    | Tonalá                        | Tonalá                        |
| 102    | Tonaya                        | Tonaya                        |
| 103    | Tonila                        | Tonila                        |
| 104    | Totatiche                     | Totatiche                     |
| 105    | Tototlán                      | Tototlán                      |
| 106    | Tuxcacuesco                   | Tuxcacuesco                   |
| 107    | Tuxcueca                      | Tuxcueca                      |
| 108    | Tuxpan                        | Tuxpan                        |
| 109    | Unión de San Antonio          | Unión de San Antonio          |
| 110    | Unión de Tula                 | Unión de Tula                 |
| 111    | Valle de Guadalupe            | Valle de Guadalupe            |
| 112    | Valle de Juárez               | Valle de Juárez               |
| 113    | Villa Corona                  | Villa Corona                  |
| 114    | Villa Guerrero                | Villa Guerrero                |
| 115    | Villa Hidalgo                 | Villa Hidalgo                 |
| 116    | Villa Purificación            | Villa Purificación            |
| 117    | Yahualica de González Gallo   | Yahualica de González Gallo   |
| 118    | Zacoalco de Torres            | Zacoalco de Torres            |
| 119    | Zapopan                       | Zapopan                       |
| 120    | Zapotiltic                    | Zapotiltic                    |
| 121    | Zapotitlán de Vadillo         | Zapotitlán de Vadillo         |
| 122    | Zapotlán del Rey              | Zapotlán del Rey              |
| 123    | Zapotlán El Grande            | Ciudad Guzmán                 |
| 124    | Zapotlanejo                   | Zapotlanejo                   |
| 125    | San Ignacio Cerro Gordo       | San Ignacio                   |
| 126    | Capilla de Guadalupe          | Capilla de Guadalupe          |